# 曹策问
曹策问（1940年2月—），男，湖南长沙人，中国数学家，第六、七、八、九、十届全国人大代表。

## 生平
1963年、1966年先后取得北京大学数学力学系本科和硕士学位。曾在洛阳市第十五中学和洛阳市师范学校任教。1979年3月进入郑州大学担任数学系教师，历任副教授、系主任和教授。1987年2月任郑大副校长。1994年8月至2002年9月任郑州大学校长，2003年1月任河南省政协副主席。

## 社会兼职
- 河南省数学会理事长
- 中国数学会理事
- 国家自然科学基金会数学组评委
- 北京大学兼职教授
- 南京大学兼职教授

## 研究
他主要从事微分方程特征值理论、孤立子与可积动力系统等方向的研究。